# Yushania cava
Yushania cava är en gräsart som beskrevs av Tong Pei Yi. Yushania cava ingår i släktet yushanior, och familjen gräs. Inga underarter finns listade i Catalogue of Life.